# Вознесенский сельский округ
Вознесе́нский се́льский окру́г (каз. Вознесен ауылдық округі) — административная единица в составе Буландынского района Акмолинской области Республики Казахстан.
Административный центр — село Вознесенка.

## География
Административно-территориальное образование расположено в северо-центральной части района, граничит:
- на востоке с районом Биржан Сала, Отрадным лесохозяйственным производительным предприятием,
- на юге с Капитоновским сельским округом,
- на западе с Ергольским сельским округом, Бурабайским районом,
- на севере с Караузекским сельским округом.

Сельский округ расположен на северных окраинах казахского мелкосопочника. Рельеф местности представляет собой в основном сплошную равнину с малыми возвышенностями и лесными массивами (преимущественно на востоке и севере).
Гидрографическая сеть представлена рекой Кайракты — протекающая через территорию округа с севера на юг. 
Климат холодно-умеренный, с хорошей влажностью. Среднегодовая температура воздуха отрицательная и составляет около -3,1°C. Среднемесячная температура воздуха в июле достигает +19,3°C, в январе она составляет около -15,3°C. Среднегодовое количество осадков составляет более 420 мм. Основная часть осадков выпадает в период с мая по август. 
По территории округа проходит автодорога областного значения КС-1 (Жалтыр — Макинск) — с юга на север с протяженностью около 20 км. Имеется проселочная дорога которая соединяет все населённые пункты округа между собой.

## История
В 1989 году существовал как — Вознесенский сельсовет (сёла Вознесенка, Белоцерковка, Еруслановка, Колоковка, Красный Кордон, Купчановка, Прохоровка).
В периоде 1991—1998 годов Вознесенский сельсовет был преобразован в сельский округ; сёла Еруслановка, Колоковка, Купчановка, Прохоровка образовали отдельное административно-территориальное образование Караозекский сельсовет (ныне Караозекский сельский округ).
В 2007 году были переименованы следующие населённые пункты:
- село Белоцерковка в село Аккайын;
- село Красный Кордон в аул Тастыозек.

## Население
| Численность населения | Численность населения | Численность населения | Численность населения | Численность населения |
| 1989                  | 1999                  | 2009                  | 2020                  | 2021                  |
| --------------------- | --------------------- | --------------------- | --------------------- | --------------------- |
| 5900                  | ↘2705                 | ↘2200                 | ↘1797                 | ↘1716                 |

## Состав
| № | Населённый пункт | Тип населённого пункта       | Население, 1989 | Население, 1999 | Население, 2009 |
| - | ---------------- | ---------------------------- | --------------- | --------------- | --------------- |
| 1 | Аккайын          | село                         | 560             | 460             | 397             |
| 2 | Вознесенка       | село, административный центр | 2 238           | 1 684           | 1 377           |
| 3 | Тастыозек        | аул                          | 515             | 561             | 426             |

## Экономика
Экономика сельского округа имеет сельскохозяйственную направленность. На территории сельского округа функционируют: ТОО «Фирма Нанар», ТОО «Журавлевка 1», КХ «Макинское», ТОО «Буланды Мекен»; а также  Купчановское ПМСУ (медико – санитарное учреждение), Отрадненское КГУ, Макинская птицефабрика, ТОО «Karim Group»
Хорошим подспорьем экономического благополучия населения сельского округа является подсобное хозяйство. Животноводство в основном сосредоточено в частном секторе. По данным подворного обхода на 1 января 2022 года общее количество дворов составляет 550, из них 325 дворов имеющее хозяйство. 
Количество КРС по населению — 582 головы, овец по населению — 764 голов, КХ «Макинское» — 50 голов,  лошадей по населению — 120 голов, по ТОО «Karim Group» — 411 голов, ТОО «Буланды Мекен» — 21 голова, свиньи по населению — 205 головы, птицы — 6 247 штук.  
В округе имеются 11 частных магазинов: из них, 
- в ауле Тастыозек — 2 ед.,
- в селе Аккайын — 1 ед.,
- в селе Вознесенка — 8 ед.

Магазины располагают большим ассортиментом продовольственных и промышленных товаров, что удовлетворяет спрос населения. На территории округа имеется одна АЗС, 1 дерево перерабатывающих цех.

## Инфраструктура
В округе имеются 3 общеобразовательные школы: Вознесенская средняя школа, Тастыозекская и Аккайынская основные школы. Число учащихся составляет 276 учеников, из них 17 учеников посещают предшколу. Имеется мини-центр в селе Вознесенка, в ауле Тастыозек  детский сад «Бота» и мини-центр в селе Аккайын. 
Медицинскую помощь населению округа оказывает одна врачебная амбулатория и два фельдшерских пункта.  
Телефонизацией обеспечены почти всё население сельского округа. Население пользуется услугами Интернет, в округе имеется 2 вышки сотовой связи: Билайн и Актив.
В ауле Тастыозек функционирует сельский клуб. В округе также функционирует две сельских библиотеки.
Население округа обеспечивается питьевой водой из колодцев и водоскважин.  

## Местное самоуправление
Аппарат акима Вознесенского сельского округа — село Вознесенка, улица Мира, дом №15.
- Аким сельского округа — Сироткина Юлия Николаевна[1].